# Mark Borisovič Mitin
Mark Borisovič Mitin, in russo Марк Борисович Митин? (Žytomyr, 5 luglio 1901, 22 giugno del calendario giuliano – Mosca, 15 gennaio 1987), è stato un filosofo, storico e politico sovietico seguace della filosofia marxista-leninista. Autore di opere sul materialismo dialettico e storico e di critica della filosofia borghese, accademico dell'Accademia delle Scienze dell'URSS, vincitore del Premio Stalin di primo grado (1943), fu membro del Comitato Centrale del Partito Comunista dell'Unione Sovietica e deputato del Soviet Supremo dell'URSS della 3ª-5ª convocazione (1950-1962).
Membro del Partito Comunista dell'Unione Sovietica dal 1919, definito «stalinista inveterato», fu uno dei principali teorici del marxismo-leninismo dopo la condanna, nel 1931, della scuola di Abram Moiseevič Deborin. Fu direttore dell'Istituto di marxismo-leninismo dal 1939 al 1944 e direttore della rivista del Cominform, Per una pace stabile, per una democrazia popolare!, dal 1950 al 1956. I suoi principali oggetti di studio furono la militanza nel partito, la teoria marxista dello stato e problemi della teoria della conoscenza.

## Biografia
Nacque il 5 luglio 1901 a Zhytomyr in una famiglia ebrea, suo padre era un operaio nella fabbrica di argenteria caucasica Zhytomyr. Nel 1919 fu il primo segretario dell'organizzazione cittadina di Zhytomyr del Komsomol, poi del comitato provinciale di Volyn del Komsomol. Nel 1919-1920 prestò servizio nelle unità per scopi speciali (CHON) nel reggimento Bohun della 44ª divisione fucilieri.
Nel 1921-1922 fu studente di corsi di otto mesi presso l'Università Comunista intitolata a Y. M. Sverdlov, poi lavorò come insegnante di scienze sociali presso la scuola tecnica e di produzione della fabbrica di manifattura Trekhgornaya. Nel 1923, "aveva esitazioni di carattere trotskista".
Nel 1923-1925 lavorò nell'Armata Rossa, prestando servizio, tra l'altro, nella 14ª Divisione Fucilieri. Nel 1929 si laureò alla facoltà di filosofia dell'Istituto dei Professori Rossi (ICP), dove studiò dal 1925. Fu quindi nominato vicerettore dell'Accademia per l'educazione comunista (AKV). Dal 1931 lavorò presso l'Istituto di Filosofia dell'Accademia Comunista, sulla base del quale nel 1936 fu fondato l'Istituto di Filosofia dell'Accademia delle Scienze dell'URSS, dove Mitin continuò a lavorare fino al 1939 come vicedirettore.
Durante la discussione del 1931-1933, il gruppo Mitin-Yudin ottenne un vantaggio sul gruppo di P. I. Shabalkin nel Comitato Centrale del Partito Comunista di tutta l'Unione (bolscevichi). Nel 1936, questo si trasformò in persecuzione e arresti per gli oppositori scientifici di Mitin, dozzine di scienziati, compresi i subordinati di Mitin, furono fucilati. Ad esempio, del gruppo di autori di un manuale sul materialismo dialettico e storico, in due parti (1931-1932), curato da Mitin e Razumov (il libro di testo venne denunciato come antipartito), furono sottoposti a repressione: G. P. Adamyan, B. I. Bazilevsky, V. G. Vandek (Ter-Grigoryan), P. F. Lipendin, A. A. Maegov, S. S. Pichugin, E. P. Sitkovsky e I. G. Tashchilin.
La natura delle discussioni filosofiche è data da una citazione dal rapporto di Mitin alla riunione generale dell'Istituto di Filosofia dell'Accademia delle Scienze dell'URSS il 17 maggio 1937.
Nel 1931-1944 fu redattore capo della rivista "Sotto la bandiera del marxismo". Dal 1939 al 1944 fu direttore dell'Istituto Marx-Engels-Lenin (IMEL) sotto il Comitato Centrale del Partito Comunista di tutta l'Unione (bolscevichi). Fu sollevato da entrambe le posizioni dalla risoluzione del Comitato Centrale del Partito Comunista di tutta l'Unione (bolscevichi) sulla rimozione del Premio Stalin dal terzo volume della "Storia della filosofia", di cui era uno dei redattori. Nel 1944, come nota S. N. Korsakov, ci fu un cambiamento nella direzione filosofica del paese: il gruppo di Mitin fu sostituito dal gruppo di Alexandrov.
Membro del Presidium dell'Accademia delle scienze dell'URSS (1942-1946).
Dal 1944 al 1950 fu segretario esecutivo del comitato di redazione della rivista bolscevica, capo del Dipartimento di materialismo dialettico presso la Scuola Superiore del Partito del Comitato Centrale del Partito Comunista di tutta l'Unione (bolscevichi). Uno degli autori e compilatori del libro "Joseph Vissarionovich Stalin. Una breve biografia" (1947).
Dal 1947 lavorò nella Società per la Diffusione della Conoscenza Politica e Scientifica: nel 1947-1956 fu il primo vicepresidente del consiglio di amministrazione della società, nel 1956-1960 il presidente del consiglio di amministrazione della Società di tutta l'Unione "Znanie".
Nell'agosto del 1948 parlò alla sessione di agosto dell'Accademia delle Scienze Agrarie dell'Unione Sovietica.
Dal 1950 al 1956 lavorò a Bucarest come caporedattore del giornale dell'Ufficio d'Informazione dei Partiti Comunisti e Operai "Per una pace duratura, per la democrazia popolare".
Dal 1960 al 1968 è stato caporedattore della rivista "Problemi di filosofia". Fu rimosso da questa posizione e sostituito da I. T. Frolov dopo un rimprovero emesso dal segretario dell'ufficio di partito dell'Istituto di Filosofia dell'Accademia delle Scienze dell'URSS, L. N. Mitrokhin. A quel tempo, ci fu un tentativo di espellerlo dal partito da parte della cellula di partito della rivista per plagio (fu condannato per plagio da J. E. Stan), ma la decisione non fu approvata dall'ufficio di partito dell'Istituto di Filosofia dell'Accademia delle Scienze dell'URSS. A seguito dello scandalo, ha lasciato gli incarichi di caporedattore e professore della Facoltà di Filosofia dell'Università Statale di Mosca. Secondo T. I. Oizerman, questo evento fu "un fatto che cambiò significativamente l'atmosfera filosofica nel paese".
Vice-Accademico-Segretario del Dipartimento di Filosofia e Diritto dell'Accademia delle Scienze dell'URSS (1963-1967). Ha lavorato presso l'Istituto per la ricerca sociale specifica dell'Accademia delle scienze dell'URSS (1968-1970), ha diretto il settore presso l'Istituto di Stato e di diritto dell'Accademia delle scienze dell'URSS (1970-1985).
Morì il 15 gennaio 1987 e fu sepolto nel cimitero di Novodevichy a Mosca.

## Opere
- (EN) Mark Mitin, Marxist philosophy of real humanism and its significance in our time, in Akten des XIV. Internationalen Kongresses für Philosophie, vol. 2, 1968,  pp. 80-86, DOI:10.5840/wcp141968283.
- (EN) M. B. Mitin, Marxism-Leninism, su The Free Dictionary, 3ª ed., Great Soviet Encyclopedia, 1970-1979.
- (DE) M. B. Mitin, Philosophie und sozialer Fortschritt, a cura di Bernd P. Löwe, traduzione di E. Strnad, De Gruyter, 1983, DOI:10.1515/9783112470763.

## Premi e onorificenze
- Ordine di Lenin (due volte - 1961 e 1975)
- Ordine della Rivoluzione d'Ottobre (1971)
- Ordine della Bandiera Rossa del Lavoro (due volte: 1945 e 2 agosto 1951)
- Ordine di Cirillo e Metodio Prima Classe (Repubblica Popolare di Bulgaria, 1972)
- Premio Stalin (1943)
- Medaglia d'argento del Consiglio Mondiale della Pace (1959)
- 1983 - Premio Georgij Plekhanov per il libro Le idee di Lenin e il presente (russo: Идеи В. И. Ленина и современность)[7]